# Thomas Chapais
Joseph Amable Thomas Chapais, né le 23 mars 1858 et mort le 15 juillet 1946, est un historien, un journaliste et un homme politique québécois. Il est réputé pour sa chronique des événements parlementaires qui ont marqué l'histoire du Canada, à Londres comme à Ottawa. Il détient également le record de la plus longue carrière parlementaire au Canada, soit 54 années (de 1892 à jusqu'à sa mort).

## Biographie
Fils cadet de l'honorable Jean-Charles Chapais (1811-1885) et d'Henriette-Georgina Dionne, Thomas Chapais naît à Saint-Denis-De La Bouteillerie (comté de Kamouraska), le 23 mars 1858. Il est très tôt introduit au milieu politique et poursuit de brillantes études au Collège de Sainte-Anne-de-la-Pocatière, puis à la Faculté de droit de l'Université Laval. Il est admis au barreau en 1879. Il épouse en 1884 Hectorine Langevin, fille d'Hector-Louis Langevin et de Marie-Justine Têtu.
Fervent conservateur, monarchiste et élitiste, il commence sa carrière journalistique en 1884, alors qu'il devient éditeur en chef du Courrier du Canada, organe officiel du Parti conservateur.
Candidat défait aux élections fédérales de 1891, il est nommé sénateur puis ministre conservateur dans le gouvernement de Louis-Olivier Taillon, ainsi que président du conseil législatif du Québec. En 1897, il devient commissaire de la Colonisation et des Mines dans le gouvernement d'Edmund James Flynn.
Auteur de plusieurs ouvrages, il a écrit les biographies du Marquis de Montcalm et de l'Intendant Talon. Chapais enseigne à l'Université Laval, où il obtient un doctorat en 1898. Il meurt le 15 juillet 1946 à Saint-Denis-De La Bouteillerie, comté de Kamouraska, à l’âge de 88 ans.

## Œuvres
- Congrégations enseignantes et le brevet de capacité (1893)
- Discours et conférences (4 tomes, 1895)
- Le Serment du roi (1901)
- Jean Talon, intendant de la Nouvelle-France (1904)
- Mélanges de polémique et d'études religieuses, politiques et littéraires (1905)
- Le Marquis de Montcalm (1911)
- Mélanges (1915)
- Cours d'histoire du Canada de 1760 à 1867 (8 volumes, publiés de 1919 à 1934; réédités par Denis Vaugeois, Trois-Rivières, Boréal Express, 1972)

## Prix et honneurs
- 1902 - Chevalier de l'Ordre national de la Légion d'honneur (République Française)
- 1905 - Prix Thérouanne de l’Académie française pour Jean Talon, intendant de la Nouvelle-France
- 1913 - Prix Thiers décerné par l’Académie française pour la biographie Le Marquis de Montcalm (1712-1759)
- 1914 - Commandeur de l'Ordre pontifical de Saint-Grégoire-le-Grand (Vatican)
- 1914 - Médaille d'or de la Société historique de Montréal (pour son Cours d'histoire du Canada).
- 1923 - Doctorat Honorifique de l'Université d'Ottawa
- 1928 - Médaille J. B. Tyrrell
- 1928 - Membre de la Société royale du Canada
- 1935 - Insigne de Chevalier

## Hommages
- La ville de Chapais, dans le Nord-du-Québec, a été nommée d'après lui[4],
- Un parc, Thomas-Chapais, a été nommé en son honneur à Montréal.
- Une rue a été nommée en son honneur dans la ville de Trois-Rivières.
- Une rue a été nommée en son honneur dans la ville de Sherbrooke. Le nom de la rue Thomas-Chapais a été officialisé en 2006[5].

### Ville de Québec
Historiquement et actuellement, trois rues sont nommées en son honneur dans la ville de Québec
- La rue Chapais a été nommée en son honneur dans la ville de Beauport en 1948, toujours présente, depuis la fusion en 2002, dans la ville de Québec[6].
- La rue Sir-Thomas-Chapais a été nommée en 1947 dans la ville de Québec.
- La rue Thomas-Chapais a été nommée, vers 1972, dans l'ancienne ville de Loretteville, maintenant présente dans la ville de Québec.

## Archives
- Le fonds d'archives de Thomas Chapais est conservé au centre d'archives de Québec de Bibliothèque et Archives nationales du Québec[7].
- Centre de recherche en civilisation canadienne-française